# 沟酸浆
沟酸浆（学名：Mimulus tenellus）为玄参科沟酸浆属下的一个种。

## 扩展阅读
- 維基物種上的相關：沟酸浆